# Vincenzo Esposito (calciatore 1971)
Vincenzo Esposito (Napoli, 6 gennaio 1971) è un ex calciatore italiano, di ruolo centrocampista e difensore.

## Carriera
Cresciuto nella squadra di Portici, nel 1986-1987 firmò il suo primo contratto da professionista con il Valdiano. Passato al Parma, esordì in Serie B nel 1987-1988. Dopo tre stagioni di panchina, nel 1990-1991 fece il suo esordio da titolare in Serie C1 con la maglia del Catania.
Nel 1991-1992 lo acquistò l'Avellino, con cui giocò in Serie B da titolare ma retrocesse anche in Serie C1. Iniziò anche il campionato successivo con gli irpini, prima di tornare in Serie B con il Taranto, dove non trovò molto spazio.
Nel quadriennio successivo, venne valorizzato dall'Hellas Verona, dall'Ancona e dal Cesena, che lo impiegarono con continuità in Serie B. Dopo una stagione di stop ad Ancona, passò al Cagliari, con cui esordì in Serie A il 20 dicembre 1998, in Cagliari-Bologna 0-1. Giocò in tutto tre gare.
Ha concluso la carriera da professionista con il Monza, con cui è retrocesso in Serie C1 nel 2000-2001, e con il San Marino, in Serie C2.
Dopo aver militato nell'Alense, ha vestito la maglia della Benacense, per poi passare al Pozzo in Seconda Categoria. Nella stagione 2010-2011 non è riuscito ad evitare la retrocessione in Prima Categoria della sua nuova squadra, il Sona M. Mazza.